# تادلو
تادلو (به انگلیسی: Tadlow) یک روستا و محله مدنی در بریتانیا است که در کمبریج‌شر جنوبی واقع شده‌است. تادلو ۱۷۸ نفر جمعیت دارد.